# Надбання республіки
«Надбання республіки» (рос. «Достояние республики») — радянський двосерійний пригодницький художній фільм 1971 року режисера Володимира Бичкова. Детективний сюжет розгортається за часів Громадянської війни в Росії.
Прем'єра в СРСР відбулася 24 квітня 1972 року.

## Сюжет
Весна 1918 року. Тараканов, керуючий маєтком князя Тихвинського, за допомогою колишнього придворного вчителя фехтування Маркіза і безпритульного Кешки, викрадає з покинутого господарями маєтку колекцію полотен і скульптур. Сподіваючись переправити її за кордон, злочинці кочують з цирковою трупою, а по їх сліду йде невтомний працівник карного розшуку — Макар Овчинников…

## У ролях
- Олег Табаков — Макар Овчинников, молодий співробітник карного розшуку
- Андрій Миронов — Шиловський, він же Маркіз, вокал
- Спартак Мішулін — Ілля Спиридонович Тараканов, керуючий у князів Тихвинських
- Юрій Толубєєв — Прокіп Пилипович Доброво, криміналіст «старої школи»
- Віктор Галкін — Кешка, безпритульний
- Євген Євстигнєєв — Карл Генріхович Вітоль, начальник карного розшуку
- Ігор Кваша — отаман банди Лагутін
- Ольга Жизнєва — княгиня Ірина Костянтинівна Тихвинська
- Людмила Крилова — Анна Спиридонівна (Нюра, Нюша), вихователька в дитячому будинку
- Михайло Єкатерининський — директор музею
- Сергій Плотников — матрос Петрових
- Микола Сергеєв — Данило Косий, іконописець
- Галина Булкіна — чекістка
- Вася Бичков — Булочка
- Інга Будкевич — чекістка
- Віктор Волков — оператор кіногрупи
- Михайло Волков — покупець колекції
- Володимир Грамматиков — фокусник
- Віра Головіна — екскурсовод
- Станіслав Житарєв — чекіст
- Галина Інютіна — дружина Доброво
- Віктор Колпаков — Букетов («Митрич»), тесляр
- Лідія Корольова — прачка
- Анна Лисянська — жінка, яка купила годинник
- Петро Меркур'єв — Боржомський, асистент кінорежисера
- Георгій Мілляр — літній залізничник/папуга (озвучування)
- Юрій Потьомкін — силач в цирку
- Микола Романов — продавець зброї
- Семен Сафонов —  двірник
- Рогволд Суховерко — Кочин, повноважний представник
- Данута Столярська — акторка
- Аркадій Трусов — старий капітан (озвучує Іван Рижов)
- Георгій Штиль — грабіжник (озвучує Вадим Захарченко)
- Федір Хвощевський — клоун
- Аркадій Толбузін — кінорежисер
- Андрій Юренєв — Струнников
- Борис Юрченко — батько Микола
- Сергій Карнович-Валуа — аукціоніст
- Микола Погодін — червоноармієць з гармошкою
- Артем Карапетян — голос за кадром
- Ельміра Жерздєва — вокал, арія

## Знімальна група
- Автори сценарію:  Авнер Зак,  Ісай Кузнецов
- Режисер-постановник:  Володимир Бичков
- Оператори:  Борис Монастирський,  Юрій Малиновський,  Олександр Філатов
- Художники-постановники:  Микола Ємельянов,  Дмитро Богородський
- Композитор:  Євген Крилатов
- Звукооператор: Володимир Прилєнський
- Диригент:  Давид Штільман
- Автори пісень:  Белла Ахмадуліна,  Юрій Ентін